# Gregory Freiman
Gregory Abelevich Freiman, russisch Григорий Абелевич Фрейман (* 1926 in Kasan; † 2024) ist ein russisch-israelischer Mathematiker, der sich mit additiver Zahlentheorie und additiver Kombinatorik befasst. Er ist Professor an der Universität Tel Aviv.
Freiman machte 1949 an der Lomonossow-Universität seinen Abschluss, wurde 1956 an der Universität Kasan promoviert und 1965 am Moskauer Pädagogischen Institut bei Alexander Ossipowitsch Gelfond habilitiert (russischer Doktortitel) mit der Arbeit Strukturelle Theorie der Mengen-Addition. Er war an der Universität Kasan in deren Ableger in Elabuga (Staatliches Pädagogisches Institut). In den 1970er Jahren protestierte er gegen die Behandlung jüdischer Intellektueller in der Sowjetunion (veröffentlicht 1979 in den USA) und wanderte später nach Israel aus.
Er ist bekannt für den Satz von Freiman (1964, 1966), der Aussagen über einer Menge {\displaystyle A} natürlicher Zahlen macht, falls für die Summen-Menge {\displaystyle A+A} gilt, dass {\displaystyle |A+A|\leq k|A|} mit einer Konstanten K (small doubling property). Nach Freiman ist {\displaystyle A} in einer multidimensionalen arithmetischen Progression mit von {\displaystyle k} abhängiger Dimension und Länge {\displaystyle f(k)|A|} enthalten. Neue Beweise stammen von Imre Ruzsa (1994) und Verbesserungen der Schranke {\displaystyle f(K)} erzielte Tom Sanders. Der Satz ist auch zum Beispiel auf abelsche Gruppen erweitert worden.

## Schriften
- Addition of finite sets. In: Sov. Math. Dokl. Band 5, 1964, S. 1366–1370
- Foundation of a structural theory of set addition (= AMS Translations of Mathematical Monographs, Band 37). 1973 (zuerst russisch, Kasan 1966)
- Structure theory of set addition. In: Jean-Marc Deshouillers, Bernard Landreau, Alexander A. Yudin: Structure Theory of Set Addition. Astérisque, SMF, Band 258, 1999, S. 1–33
- It seems I am a Jew, Samizdat Essay on Soviet Mathematics. Southern Illinois University Press 1979 (Übersetzer Melvyn Nathanson, mit Anhängen von Nathanson und Andrei Sacharow)